# Fruška gora

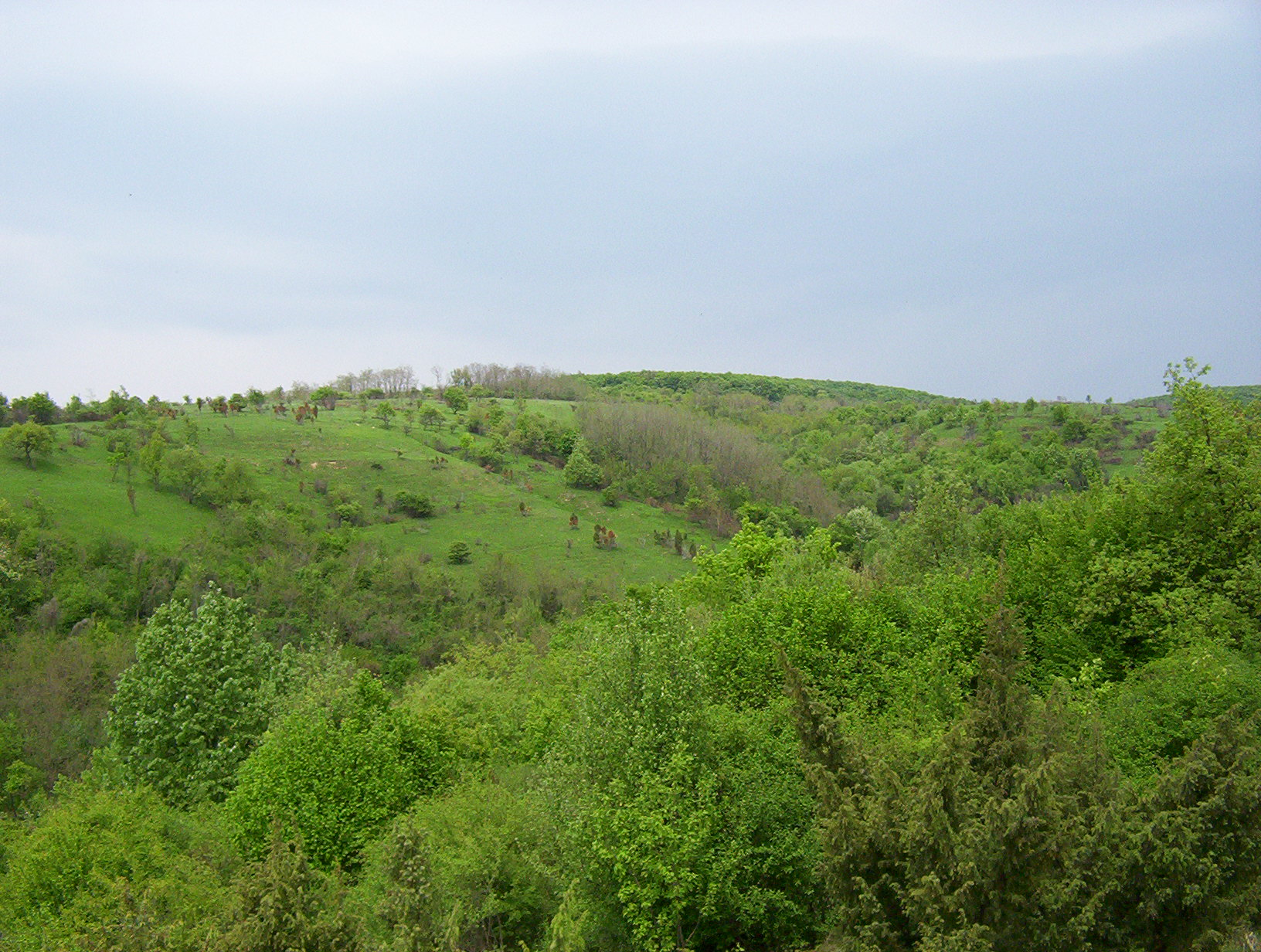
Krajobraz Fruškiej gory

Fruška gora (Фрушка гора, węg. Tarcal-hegység, łac. Alma Mons) – pasmo niskich gór w północnej Serbii (region Srem w Wojwodinie) i we wschodniej Chorwacji. Należy do panońskich gór wyspowych.

## Charakterystyka i geologia
Pasmo Fruškiej gory rozciąga się z zachodu na wschód na południowym brzegu Dunaju, od okolic Vukovaru do ujścia Cisy do Dunaju. Ma 78 km długości, maksymalna szerokość wynosi 15 km, powierzchnia – około 500 km². Najwyższą kulminację stanowi Crveni Čot (539 m n.p.m.) w środkowej części pasma. Pozostałe wierzchołki to Stražilovo (321 m n.p.m.), Iriški Venac (451 m n.p.m.) i Veliki Gradac (471 m n.p.m.).
Fruška gora jest zbudowana głównie ze skał osadowych pochodzących z paleozoiku i mezozoiku, z pewnym udziałem skał magmowych (trachitów). Do wysokości 400 m n.p.m. skały są przykryte cienką warstwą lessu. W okresie, gdy dzisiejsza Kotlina Panońska była śródlądowym morzem, Fruška gora była na nim wyspą. Pasmo Fruškiej gory jest izolowane – wyrasta z równin południowej części Wielkiej Niziny Węgierskiej i nie ma połączenia z żadnymi innymi pasmami górskimi. Najbliższy łańcuch górski – Góry Dynarskie – dzieli od Fruškiej gory kilku dziesięciokilometrowej szerokości dolina Sawy.

## Hydrologia i klimat
Pasmo jest odwadniane przez drobne potoki, spływające na północ – wprost do Dunaju i na południe – do Sawy. Klimat Fruškiej gory jest kontynentalny, ciepły. Przeciętne miesięczne temperatury wahają się od –0,6 °C w styczniu do 21,4 °C w lipcu.

## Gospodarka i transport
Podnóża pasma pokrywają pastwiska, żyzne pola uprawne i winnice. Pasmo stanowi ośrodek produkcji wina. Powyżej 300 m n.p.m. rosną lasy liściaste, głównie lipowe, stanowiące ostoję wielu chronionych gatunków zwierząt i roślin. Najwyższe partie pasma są chronione w parku narodowym „Fruška gora” z 39 rezerwatami. W ostatnich latach problemem stał się transport drogowy – pasmo jest przecięte wieloma drogami, prowadzącymi głównie do Nowego Sadu, na których ruch jest bardzo intensywny, co prowadzi do niszczenia przyrody.

## Historia i turystyka
Co najmniej od XVI wieku pasmo Fruškiej gory stanowiło ośrodek życia monastycznego serbskiej cerkwi prawosławnej. Istniało tu wtedy 35 prawosławnych monasterów. W czasach okupacji tureckiej klasztory fruškogorskie przechowywały serbską tradycję narodową i chroniły jej zabytki. Do dziś przetrwało 17 klasztorów. Niektóre zostały uszkodzone przez naloty NATO w ostatnich latach. Na wschodnim krańcu pasma, nad Dunajem, leży miasto Sremski Karlovci – miejsce podpisania traktatu karłowickiego w 1699.
Ze względu na walory przyrodnicze i historyczne Fruška gora stanowi ośrodek turystyki i wypoczynku. Pasmo przecinają szlaki piesze i rowerowe, istnieją również schroniska turystyczne. W górach uprawia się myślistwo i – w kilku niewielkich sztucznych zbiornikach – rybołówstwo. Co roku pod koniec maja we Fruškiej gorze odbywa się maraton.

## Galeria

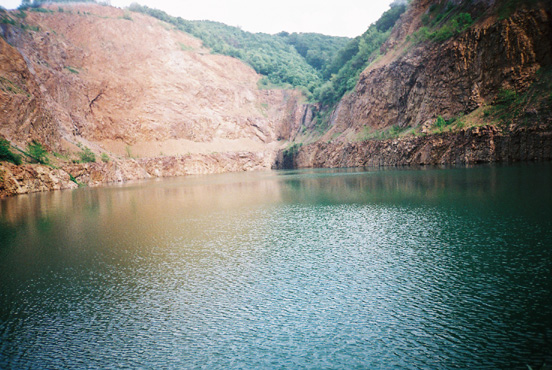
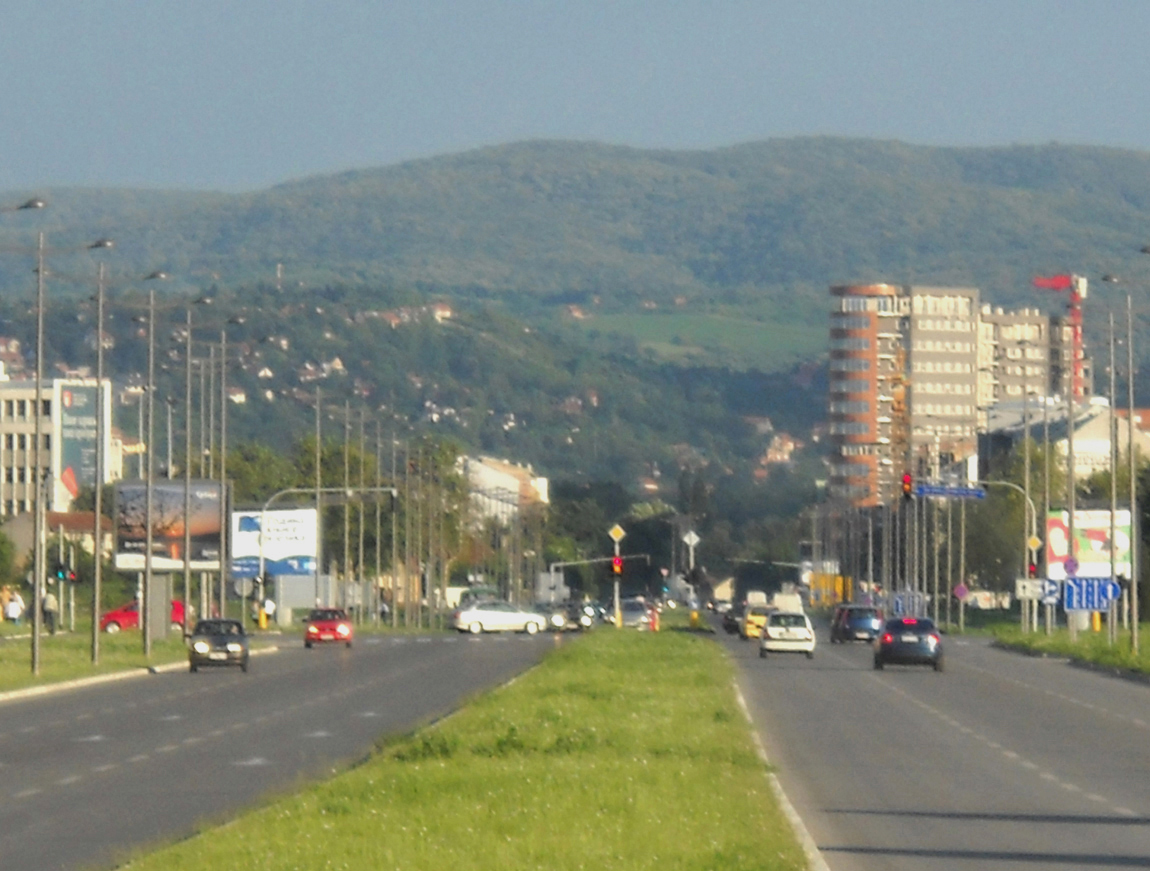
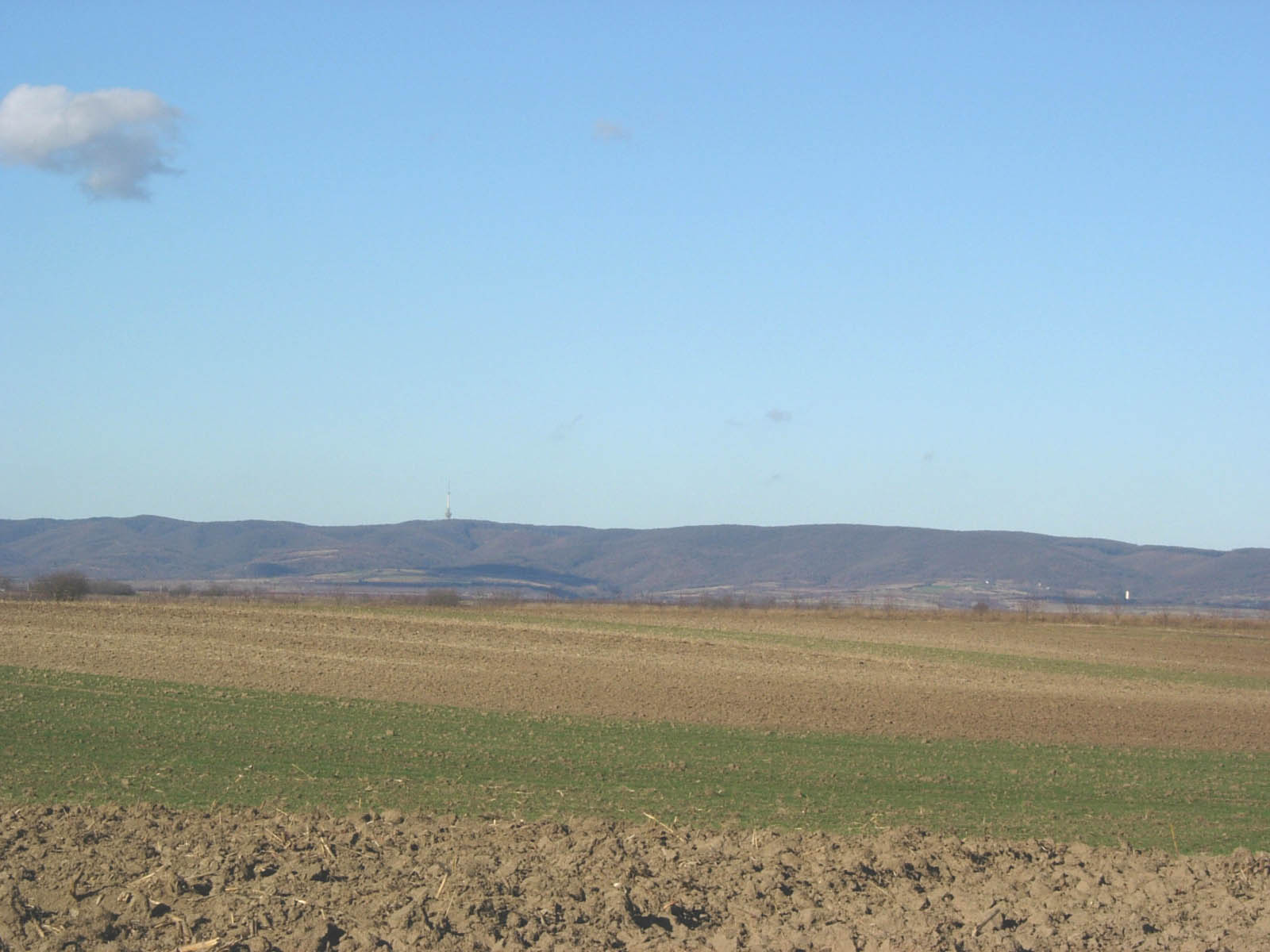